# Pandanàcies
Pandanàcia (Pandanaceae) és una família de plantes amb flors de distribució paleotropical, en el Vell Món. Són arbres o arbusts enfiladissos que viuen des del nivell del mar en platges com halòfits fins a les muntanyes del bosc nebulós i en boscos de ribeera. El fruit és una drupa. Té quatre gèneres i unes 500 espècies. Es troben des d'Àfrica occidental al Pacífic.
Creixen ràpidament. Tenen importància en la cultura, la salut i en l'economia, en els atols aquesta importància només la supera la del cocoter.

## Gèneres
El sistema APG II l'assigna a l'ordre Pandanales dins el clade monocots.
- Pandanus Parkinson és el gènere més important
- Freycinetia Gaudich.
- Martellidendron (Pic.Serm.) Callm. & Chassot
- Sararanga Hemsl.